# غلامرضا پورمند
غلامرضا پورمند (زاده ۱۳۲۵ در اهواز) استاد دانشگاه علوم پزشکی تهران، چهره ماندگار سال ۸۵ و متخصص اورولوژی و رییس سابق بیمارستان سینا در تهران است.

## زندگی
پورمند پس از طی تحصیلات متوسطه، در سال ۱۳۴۴ تحصیلات آکادمیک خود را در دانشکده پزشکی دانشگاه اهواز آغاز نمود و در سال ۱۳۵۱ فارغ‌التحصیل گردید. سپس دوره تخصصی ارولوژی را از سال ۱۳۵۷–۱۳۵۳ در دانشگاه علوم پزشکی تهران سپری و به منظور ادامه تحصیل به آمریکا رفت. او در سال ۱۳۶۳ در دانشگاه دانشگاه کالیفرنیا، لس آنجلس تحصیلات خود را در رشته ناباروری مردان – آنکولوژی ارولوژی آغاز نمود و در سال ۱۳۶۴ فلوشیپ این رشته را اخذ نمود.
او از سال ۱۳۵۷ به عنوان استادیار گروه ارولوژی دانشگاه تهران، از سال ۱۳۶۶ به عنوان دانشیار و از سال ۱۳۷۲ به عنوان استاد به ارائه خدمات آموزشی خود پرداخته‌است. وی سال‌ها در سمتهای علمی و اجرایی متعددی ایفای خدمت نمود که از جمله آن‌ها می‌توان به ریاست بیمارستان سینا، ریاست مرکز تحقیقات ارولوژی دانشگاه علوم پزشکی تهران، معاونت پژوهشی دانشگاه، انجمن پیوند اعضاء خاورمیانه و دبیر انجمن اورولوژی ایران اشاره کرد.

## آثار
وی دارای بیش از ۷۰ طرح پژوهشی به انجام رسانده و بیش از ۱۰۰ مقاله علمی در علوم پزشکی منتشر نموده‌است.